# فرانتس شدله
فرانتس شدله (آلمانی: Franz Schädle؛ ۱۹ نوامبر ۱۹۰۶ – ۲ مه ۱۹۴۵) آخرین فرمانده بادیگاردهای شخصی آدولف هیتلر از ۵ ژانویه ۱۹۴۵ تا هنگام مرگش در ۲ مه همان سال بود.
وی در ۲ مه ۱۹۴۵ خودکشی کرد.